# أليخاندرو بريان
أليخاندرو بريان (بالإنجليزية: Alex Bryan)‏ هو لاعب كرة قدم بريطاني، ولد في 12 مايو 1994 في جزر توركس وكايكوس في المملكة المتحدة. شارك مع منتخب جزر تركس وكايكوس لكرة القدم.

## وصلات خارجية
- أليخاندرو بريان على موقع قاعدة بيانات كرة القدم.إي يو (الإنجليزية)
- أليخاندرو بريان على موقع ناشيونال فوتبول تيمز (الإنجليزية)